# علي قاسم
علي قاسم (20 يناير 1994 العراق - ) هو لاعب كرة قدم عراقي يلعب كمهاجم.

## روابط خارجية
- علي قاسم على موقع قاعدة بيانات كرة القدم.إي يو (الإنجليزية)
- علي قاسم على موقع قاعدة بيانات كرة القدم.إي يو (الإنجليزية)
- علي قاسم على موقع Soccerway.com (الإنجليزية)